# SP-351
A SP-351 é uma rodovia transversal do estado de São Paulo, que liga Santo Antônio da Alegria (na divisa com Minas Gerais) a Catanduva. É administrada pelo Departamento de Estradas de Rodagem do Estado de São Paulo (DER-SP) e pelas concessionárias Entrevias e TEBE.

## Descrição
Ela começa no município de Santo Antônio da Alegria, na divisa com o Estado de Minas Gerais (São Sebastião do Paraíso / BR-265), e termina no município de Catanduva, no entroncamento com a SP-310, em sua maioria é composta por pista simples, com exceção dos perímetros urbanos de Catanduva e Bebedouro.
É considerada uma das melhores do país no trecho entre Bebedouro e Catanduva, (Trecho administrado pela Concessionária TEBE S/A).
Principais pontos de passagem: Divisa MG - Batatais - Morro Agudo - Bebedouro - SP 310 (Catanduva)

## Trechos

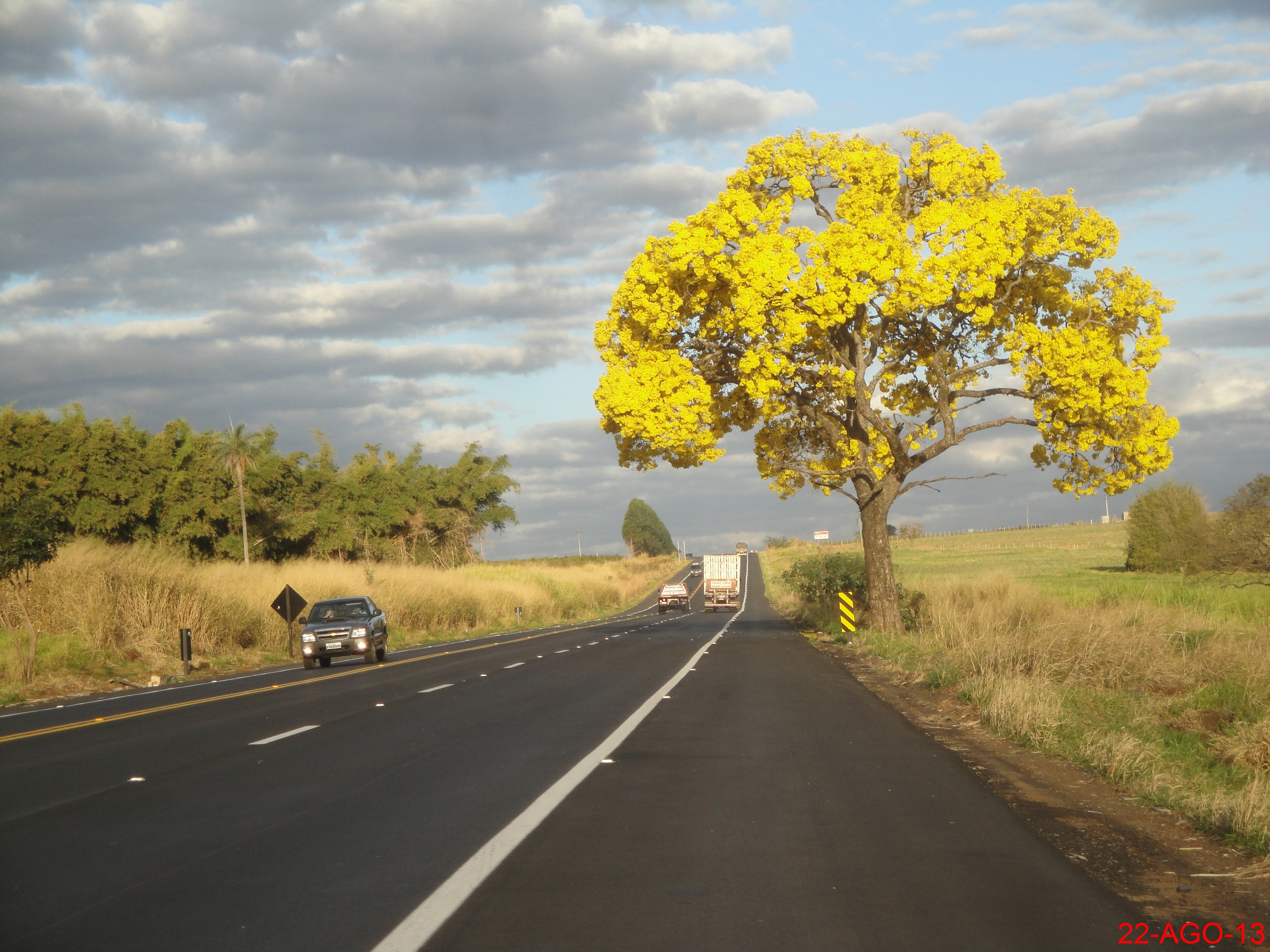
Trecho da SP-351 em Altinópolis.

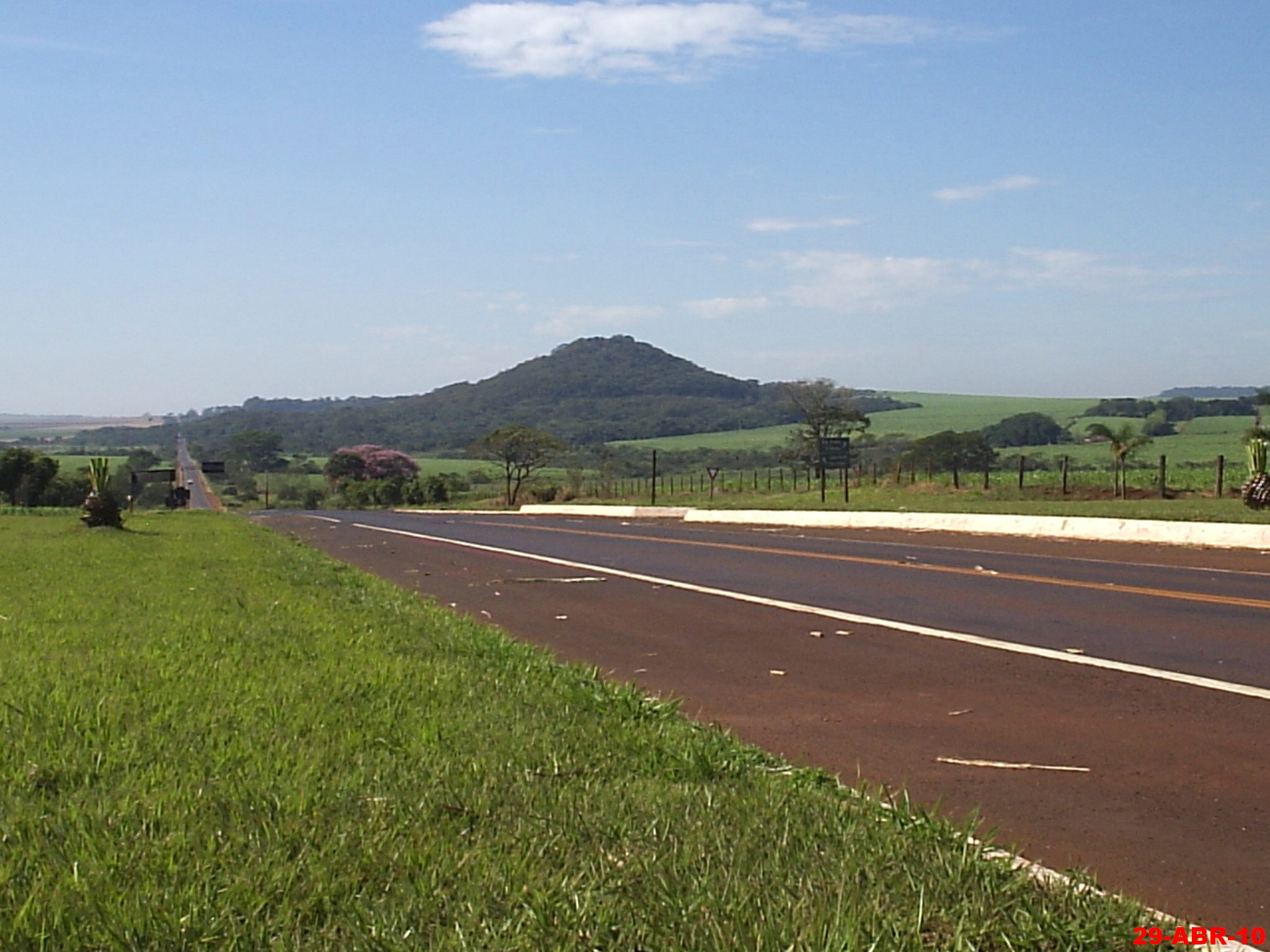
Trecho da SP-351 em Morro Agudo.

### Rodovia Altino Arantes
O Trecho entre a Divisa com Minas Gerais em Santo Antônio da Alegria e Morro Agudo é denominado Rodovia Altino Arantes, coincide em sua grande maioria, com a BR-265, que vem de Muriaé (MG).
Esse trecho recebeu obras de modernização, recapeamento da pista, pavimentação dos acostamentos, implantação de faixas adicionais e melhorias de sinalização, mesmo assim ainda é o trecho mais perigoso e por conta da imprudência de alguns motoristas, constantemente aparece em matérias de jornais da região.
É em pista simples em toda a sua extensão e em alguns trechos conta com terceira faixa.

### Rodovia Laureanous Brogna
O Trecho entre Morro Agudo e Bebedouro é denominado Rodovia Laureanous Brogna, coincide com a Rodovia Vicinal Professor Orlando Diniz Junqueira em Morro Agudo, há projeto para construção de uma nova ponte sobre o Rio Pardo, na divisa com Viradouro.
O Trecho entre Morro Agudo e Viradouro é administrado pela prefeitura, é em pista simples e não conta com acostamento. 
Já o trecho entre Viradouro e Bebedouro é administrado pela Entrevias, e conta com acostamento e cobertura Wi-Fi para atendimento aos motoristas.
Após o km 150, ela passa a coincidir com a  Rodovia Armando Salles de Oliveira e novamente com a BR-265 por aproximadamente 5 km.

### Rodovia Comendador Pedro Monteleone

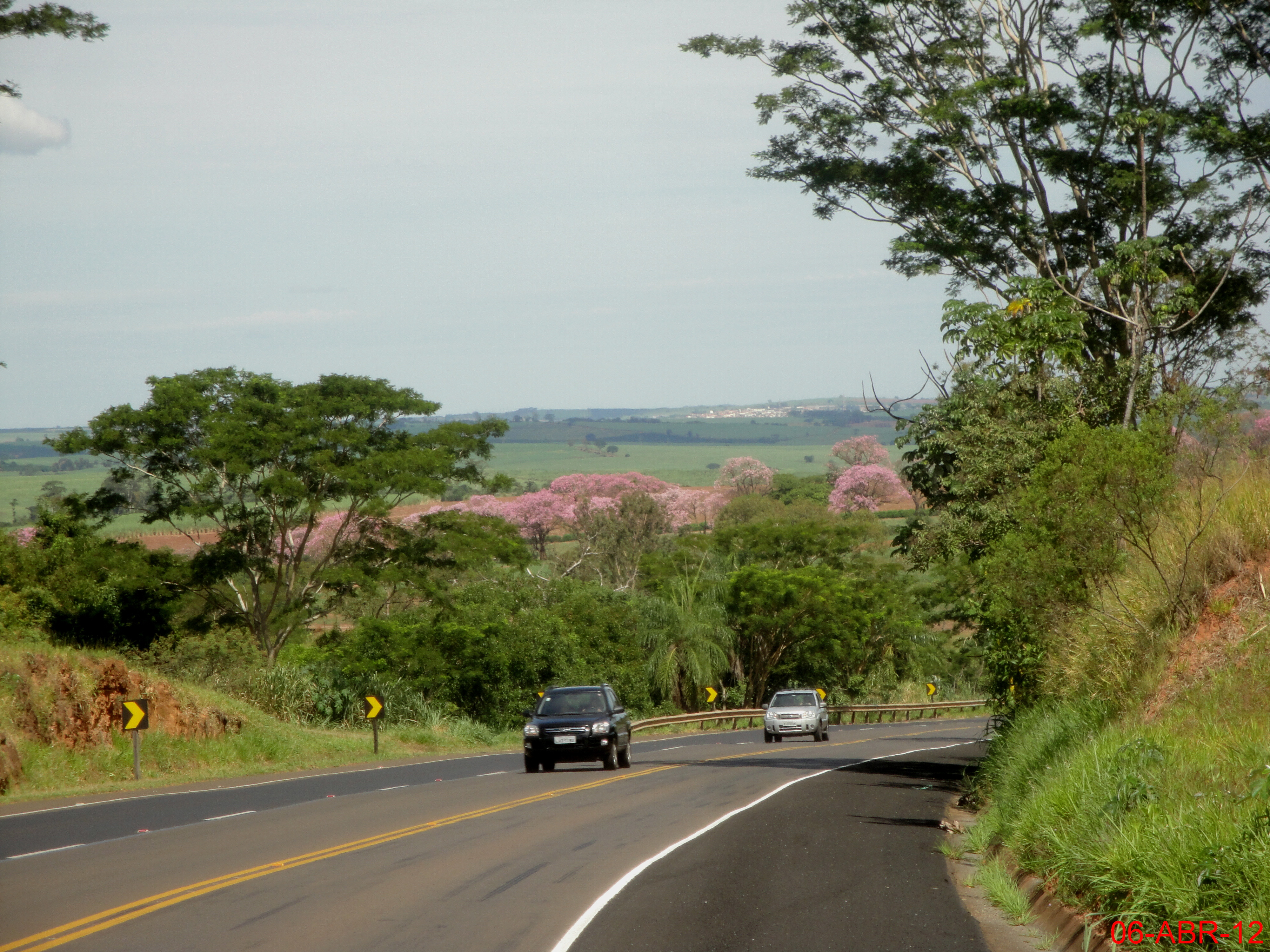
Trecho da SP-351 em Botafogo.

O Trecho entre Bebedouro e Catanduva é denominado Rodovia Comendador Pedro Monteleone, é conhecido como Rodovia da Laranja e em suas margens, mais precisamente no km 206, se localiza a Fabrica da Citrosuco.
No km 163 se localiza o acesso ao distrito de Botafogo e no km 174 há o acesso ao distrito de Turvínia, ambos em Bebedouro, já no km 184, se localiza a única praça de pedagio da rodovia inteira, mais precisamente em Pirangi.
Já ficou em 18° lugar no ranking de melhores rodovias do País, e atualmente é administrado pela Concessionária de Rodovias TEBE S/A.
Em sua maioria é em pista simples, com exceção dos perímetros urbanos de Bebedouro e Catanduva, aonde se encontra duplicada, além de contar com terceira faixa em alguns trechos.

## Denominações
Recebe as seguintes denominações em seu trajeto:
Nome:	Altino Arantes, Rodovia
- De - até:	Santo Antônio da Alegria (Divisa Minas Gerais) - Morro Agudo
- Legislação: LEI 1.242 DE 23/02/76

Nome:	Laureanous Brogna, Rodovia
- De - até:	Morro Agudo - Viradouro - Bebedouro
- Legislação: LEI 4.941 DE 23/12/85

Nome:	Pedro Monteleone, Comendador, Rodovia
- De - até:	Bebedouro - Catanduva
- Legislação: LEI 2.938 DE 06/07/81

## Trajeto

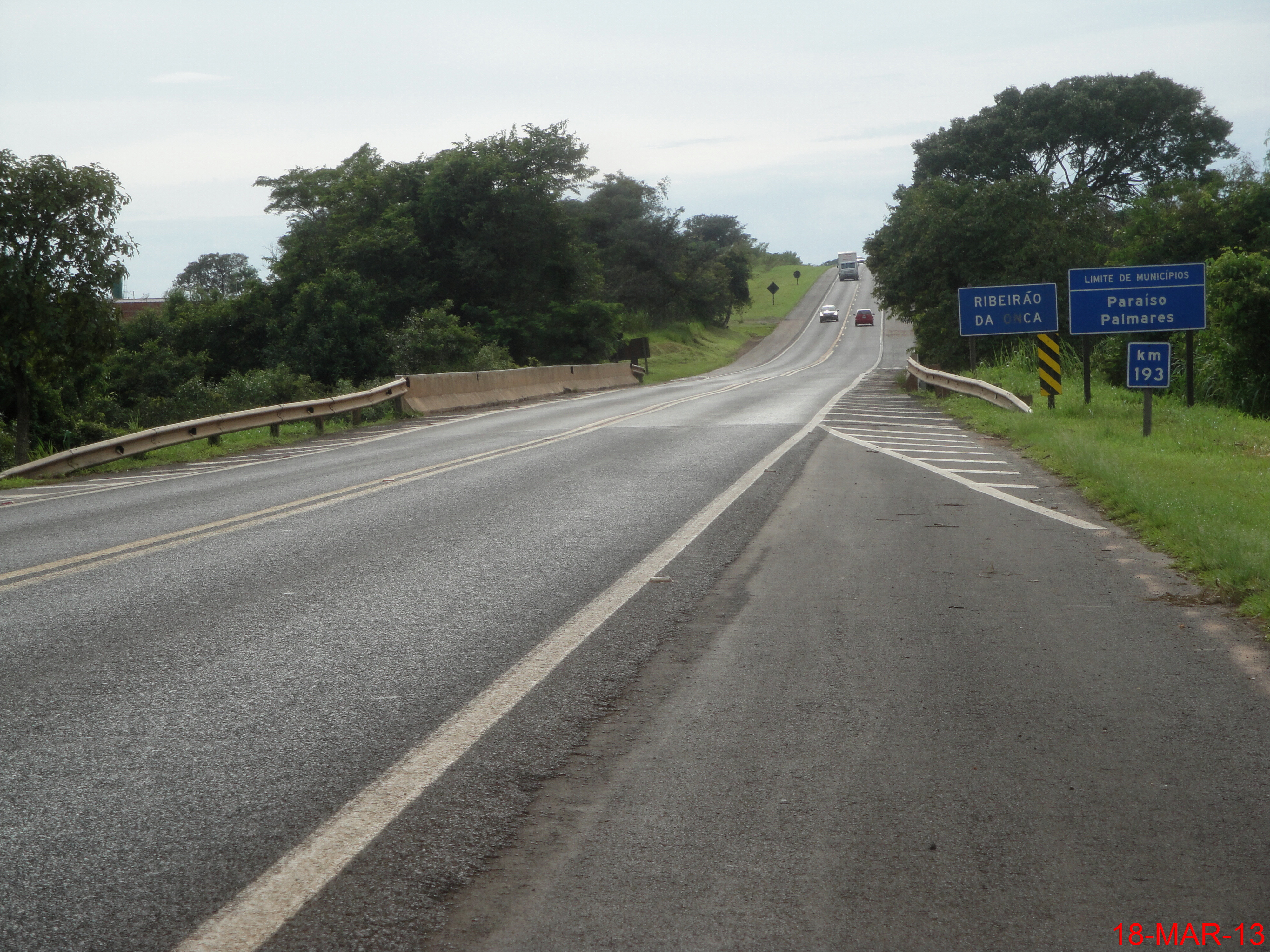
Trecho da SP-351 em Palmares Paulista.

O Trajeto da SP-351 cruza os seguintes municípios, todos no estado de São Paulo:
| Km  | Município                | Região                                         |
| 00  | Santo Antônio da Alegria | Região Metropolitana de Ribeirão Preto         |
| 11  | Altinópolis              | Região Metropolitana de Ribeirão Preto         |
| 34  | Batatais                 | Região Metropolitana de Ribeirão Preto         |
| 66  | Sales Oliveira           | Região Metropolitana de Ribeirão Preto         |
| 83  | Orlândia                 | Região Metropolitana de Ribeirão Preto         |
| 96  | Morro Agudo              | Região Metropolitana de Ribeirão Preto         |
| 127 | Viradouro                | Região Administrativa de Barretos              |
| 143 | Bebedouro                | Região Administrativa de Barretos              |
| 163 | Pirangi                  | Região Administrativa de Barretos              |
| 185 | Paraíso                  | Região Administrativa de São José do Rio Preto |
| 193 | Palmares Paulista        | Região Administrativa de São José do Rio Preto |
| 201 | Catanduva                | Região Administrativa de São José do Rio Preto |

### Extensão
- Km Inicial: 0,000
- Km Final: 218,020

## Concessionárias
Atualmente a rodovia é administrada pelo DER-SP e por três empresas privadas, sendo que apenas o trecho gerido pela TEBE é aonde se encontra uma praça de pedágio.
- DER-SP (Governo do Estado de São Paulo): do km 00 até o km 103
- Prefeitura de Morro Agudo: do km 103 até o km 128
- Entrevias: do km 128 até o km 151
- TEBE: do km 151 até o km 218,020